# 빌리 그레이엄 룰
빌리 그레이엄 룰(영어: Billy Graham rule) 또는 마이크 펜스 룰(Mike Pence rule)은 남자가 자신의 부인을 제외한 다른 여성과 시간을 보내지 않는다는 규칙이다. 이 규칙은 성적 논란으로 인한 도덕적 비난을 피하려고 만든 규칙이지만 성 차별이라는 비난을 받은 바 있다.

## 배경

### 빌리 그레이엄 룰
미국 개신교 복음주의 목사 중 한 명인 빌리 그레이엄의 여성에 관한 원칙을 말함.

### 마이크 펜스 룰
2017년 3월 워싱턴 포스트는 마이크 펜스 미국 부통령이 자신의 아내 캐런 펜스 외의 다른 여성과 저녁 식사를 함께하지 않기로 하여 이 규칙을 채택했다고 언급했다.
디 아틀랜틱 기자 엠마 그린은 이번 논란이 "성별의 개념이 미국 문화를 나누는 방법"의 한 예라고 언급했다. "사회적으로 진보적이거나 종교적이지 않은 사람들은 펜스의 행위를 펜스의 주장이 여성 혐오 또는 이상하다고 볼 것이다." 반면에 보수적인 종교인들은 위해 "펜스의 행위가 아주 정상적이고 심지어 현명하게 생각 것이다." 라고 주장했다.
일자리 고용 변호사 조안나 그로스만은 이런 펜스의 주장이 직장 내 회식에 적용될 경우, 1964년 민권법 제7조에 따른 불법적인 노동 차별이 될 수 있다고 말했다.